# Vincent Drucci
Vincent „The Schemer“ Drucci alias Victor oder Ludovico di Ambrosio/Ambrosia (* 28. April 1901 in Chicago; † 4. April 1927 ebenda) war ein berüchtigtes Mitglied des organisierten Verbrechens während der Zeit der Prohibition in den Vereinigten Staaten. Er gehörte der von Dean O’Banion gegründeten North Side Gang von Chicago an und war zusammen mit George Moran Anführer dieser Gruppierung.

## Leben

### Frühe Jahre
In Bezug auf die Jugendjahre ist lediglich bekannt, dass Drucci, der eigentlich Victor oder Ludovico di Ambrosio/Ambrosia hieß, als Sohn der italienischen Einwanderer John und Santa Rosa di Ambrosio bzw. Rose di Ambrosia geboren wurde und als Marinesoldat auf Seiten der USA am Ersten Weltkrieg teilgenommen hat. Nachdem er bei Kriegsende ehrenhaft aus der Armee entlassen worden war, begab er sich nach Chicago, wo er sich zunächst als Kleinkrimineller mit dem Aufbrechen und Plündern öffentlicher Münztelefone durchschlug. 1918 lernte er O’Banion kennen und wurde neues Mitglied in der vom Safeknacker Charles „The Ox“ Reiser geführten Bande. Später begann O’Banion aufgrund seiner Führungsqualitäten und seines Charismas die eigene Autorität auszubauen und bildete spätestens mit dem Beginn der Prohibition die so genannte North Side Gang, innerhalb derer Drucci bald zum Unterführer nach O’Banion und dessen engstem Vertrauten Hymie Weiss (ebenfalls Mitglied in der Reiser-Gang) aufstieg. Dass sich die North Side Gang maßgeblich aus Kriminellen irischer, polnischer und deutscher Herkunft zusammensetzte, macht diese „Karriere“ des italienischstämmigen Druccis innerhalb der Organisation umso erstaunlicher.
Den Spitznamen „The Schemer“ (der Planer, der Intrigant) erhielt Drucci wegen seiner manchmal etwas verrückten Pläne. So soll er im Freundeskreis darüber nachgesonnen haben, die Regierung zu beseitigen, um dann selbst Präsident der Vereinigten Staaten zu werden.
Drucci führte für die North Side Gang diverse Morde aus, die im Zusammenhang mit den Bandenkriegen standen, die in Chicago wegen Rivalitäten hinsichtlich der Kontrolle der in Zeiten der Prohibition lukrativen Produktion- sowie des Schmuggels- und des Handels mit eigentlich verbotenen alkoholischen Getränken immer wieder sporadisch aufflackerten.

### Auseinandersetzung mit Al Capone
Nach der am 10. November 1924 erfolgten Ermordung O’Banions durch die rivalisierende Sizilianer Al Capone und Johnny Torrio im Süden und den Genna-Brüdern im Westen, war Drucci, der zusammen mit den restlichen Mitgliedern der North Side Gang auf Rache sann, sowohl an einem Mordversuch an Al Capone als auch an Johnny Torrio beteiligt. Spektakulär war insbesondere der Mordversuch an Johnny Torrio vom 24. Januar 1925, der nur deshalb scheiterte, weil die Pistole, welche der gleichfalls an dem Angriff beteiligte Bugs Moran auf den bereits verletzt am Boden liegenden Torrio richtete, leergeschossen war. Allerdings kehrte der schwerverletzte und geschockte Torrio Chicago nach dem gescheiterten Attentat für immer den Rücken. Capone legte sich zum Schutz vor weiteren Attentaten einen gepanzerten Wagen zu.
In der Folgezeit kam es zu weiteren gewalttätigen Auseinandersetzungen zwischen den beiden Verbrecherbanden, zumal Capone nach dem glücklich überstandenen Mordversuch nun seinerseits die Köpfe der gegnerischen North Side Gang ausschalten wollte. Erwähnenswert sind hier zwei Mordversuche an Drucci und Hymie Weiss, dem Nachfolger O’Banions als Anführer der North Side Gang, die sich am helllichten Tag mitten in der Innenstadt Chicagos ereigneten. Anlässlich dieser Anschläge kam es zu bizarr anmutenden heftigen Schießereien mit einer Vielzahl von Beteiligten, ohne dass auf Passanten und den starken Verkehr in der Innenstadt auch nur ansatzweise Rücksicht genommen wurde.
Beide Mordversuche schlugen jedoch fehl, ohne dass Tote zu beklagen gewesen wären. Als Drucci und ein Angreifer bei einer der Schießereien von der herbeieilenden Polizei festgenommen wurden, gab Drucci an, dass man es offenbar auf seine Brieftasche abgesehen hätte. Der Angreifer bekundete, er habe sich lediglich als Passant zufällig am Tatort aufgehalten und habe zum Zwecke der Selbstverteidigung von seiner Schusswaffe Gebrauch machen müssen. Beiden konnte die Beteiligung an einer schwerwiegenden Straftat nicht nachgewiesen werden.
Schließlich wurde Hymie Weiss auf Geheiß Capones am 11. Oktober 1926 ermordet. Daraufhin übernahm Drucci zusammen mit Moran die Leitung der North Side Gang.
Da Drucci in der Zwischenzeit auch wegen der oben beschriebenen Szenen ein stadtbekannter Krimineller geworden war, stieg der Ermittlungsdruck seitens der Behörden an. Als die Polizei ihn am 4. April 1927 wegen der von ihm im Auftrag eines Kandidaten durchgeführten Verwüstung eines Parteibüros vorübergehend festnahm und er im Streifenwagen zu einem Verhör gebracht werden sollte, schoss ihm der Chicagoer Polizeibeamte Dan Healy nach einer heftigen Auseinandersetzung in den Bauch, während er auf der Rückbank des Polizeigefährts saß. Kurze Zeit später erlag er den hierdurch verursachten schweren Verletzungen.

### Nachlass
Drucci war eines der wenigen hochrangigen Mitglieder des organisierten Verbrechens, das von der Polizei getötet wurde. Nach Aussage Healys soll Drucci versucht haben, ihm im Polizeiwagen die Waffe zu entreißen, woraufhin er von dieser habe Gebrauch machen müssen. Nach anderen Quellen soll Healy Drucci getötet haben, nachdem dieser ihn durch verbale Drohungen in Rage versetzt hatte.
Als die Ehefrau Druccis nach dessen Tod die Aufnahme von Ermittlungen gegen Healy verlangte, äußerte sich der damalige Polizeichef der Stadt Chicago ihr gegenüber dahingehend, dass für Healy gerade ein Orden angefertigt werde. Da Drucci ein Weltkriegsveteran war, wurde er mit militärischen Ehren auf dem Mount Carmel Friedhof bestattet.